# Oligofrenie
Oligofrenie je porucha intelektu projevující se jeho nevratným snížením. Je buď vrozená, nebo způsobená organickým poškozením mozkové tkáně či příslušných buněk před početím, během něho, nebo v průběhu vývoje plodu. Česky se tato porucha nazývá slabomyslnost. V psychologických a psychiatrických diagnózách se již příliš nepoužívá a bývá nahrazována pojmem mentální retardace.

## Příčiny vzniku
Příčiny jsou rozlišovány na tzv. primární faktory (dědičnost) a sekundární. Mezi nejčastější příčiny vzniku pak kromě dědičnosti patří ozáření vajíčka, spermie nebo plodu rentgenovými paprsky nebo tvrdým zářením, krvácení, záněty či infekcemi matky během těhotenství, neslučitelnosti Rh faktorů matky a plodu, nedostatek kyslíku (nejčastěji v průběhu porodu) a jiné. Příčinou bývá také mechanické poškození mozkové tkáně před a během porodu. Za oligofrenii se též považuje poškození vzniklé v prvních dvou letech života, které je často jen těžko možné odlišit od dřívějších vlivů; hlavní charakteristikou je to, že intelektový vývoj dítěte probíhá již od raných fází jinou formou v důsledku nižší inteligence.

## Stupně oligofrenie
Dříve se používaly tři stupně oligofrenie:
- Debilita (IQ 52 až 67) – v dospělosti člověk dosahuje inteligence až desetiletého dítěte, není schopen samostatné činnosti, může však docházet do zvláštní školy.
- Imbecilita (IQ 36 až 51) – lze dosáhnout inteligence asi šestiletého dítěte, je mimořádně obtížné dosáhnout alespoň základní gramotnosti, v těžších formách bývalo doporučováno zařazení do ústavní péče.
- Idiocie – rozlišují se dvě stádia, prostá idiocie (IQ 20-35) a těžká idiocie (IQ pod 20). Člověk s prostou idiocií dosahuje intelektu asi dvouletého dítěte, ovšem lidé postižení těžkou idiocií nejsou zpravidla schopni mluvit ani rozumět řeči.

Hraniční pásmo mezi oligofrenií a nižší normou inteligence se nazývá slaboduchost, definované jako mírná duševní zaostalost (IQ 68-85), případně od zanedbání správné výchovy, které může mít za důsledek snížení intelektového výkonu bez organického poškození mozku.

## Oligofrenie dnes
V dnešní době se výše uvedená stádia nepoužívají a jsou nahrazovány pojmy lehká, střední, těžká a hluboká mentální retardace, odlišují se mírně i hodnoty udávaného inteligenčního kvocientu (IQ) a samotné IQ není jediným a hlavním kritériem – důležitější je schopnost daného člověka samostatného života. Samotný pojem oligofrenie pak bývá nahrazován pojmy mentální retardace, v případě slabších forem pak mentální deficit.